# Agromyza paucineura
Agromyza paucineura är en tvåvingeart som beskrevs av Zlobin 2001. Agromyza paucineura ingår i släktet Agromyza och familjen minerarflugor. Inga underarter finns listade i Catalogue of Life.